# 古屋敷沙耶
古屋敷 沙耶（ふるやしき さや、1989年6月19日 - ）は、宮崎放送 (MRT) のアナウンサー。

## 来歴
鹿児島県鹿児島市出身。熊本大学理学部理学科卒業。
2013年3月に大学を卒業するも、在学時に果たせなかったアナウンサーへの道を諦めきれずに就職浪人を選択。アナウンサー採用試験に再挑戦し、2014年4月に宮崎放送に入社した。
後に出産を控え、2020年5月から一時休業。同年8月に女児を出産した後、2021年4月に職場復帰した。
2024年1月にがんの宣告を受け、入院した。現在は復帰しているが、抗がん剤治療の影響で髪の毛が抜けた為、復帰から毛髪が生え揃うまでバンダナを巻いていた。

## 人物
熊本大学在学時にはフォークソング研究会に所属していた。宮崎放送への入社後にも、担当ラジオ番組のテーマソングや各種キャンペーンソングの作詞・作曲・歌唱を担当している。
大学4年時の2012年秋、学内の「第1回紫熊祭」で行われたミス・コンテストに出場し、グランプリを獲得した。そして、大学卒業後の2013年秋に出場した「2014 ミス・ユニバース・ジャパン 熊本大会」ではファイナリストに選出された。
大学時代に通っていた福岡アナウンススクールには、後に熊本放送 (RKK) のアナウンサーになる糸永有希もいた。糸永とは、そこで知り合って以来の友人同士である。

## 担当番組

### テレビ番組
- あるあるセブン[2] - レギュラー放送終了後の復活特番『あるあるセブンSP』にも引き続き出演[9]。
- みらい・みやざき まなび隊[2]
- モーニングてらす![5]
- MRTニュース Next[9]
- Check![10]

### ラジオ番組
- 夕刊ラジオ ナイスキャッチ！[5]
- もてラジ！[5]
- 女会[9]
- サンデーリクエストプログラム らじもん!!（2017年4月[ブログ 1] - 2018年4月[SNS 2]）
- GO!GO!ワイド（2018年4月[SNS 3] - ）
- おはよう!ニュースキャッチ - 『歌のない歌謡曲』担当[10] →『おなかがグーは、しあわせのグー。』担当[11]
- スイッチ♪音Time[10]
- Mint[10]
- だいちゃんと行く!!よりみちさんぽ（2024年1月[SNS 4] - ）

### ブログ出典
1. 1 2  “4月9日（日）”. サンデーリクエストプログラム らじもん！！.   宮崎放送 (2017年4月9日). 2017年10月7日時点のオリジナルよりアーカイブ。2024年2月5日閲覧。
2. 1 2  古屋敷沙耶 (2013年11月1日). “諦めなければ夢は叶う”. 2014MUJ熊本ファイナリスト. 2020年9月22日時点のオリジナルよりアーカイブ。2023年8月31日閲覧。
3. 1 2  古屋敷沙耶 (2021年4月5日). “お久しぶりです！”. MRTアナウンサー ブログ.   宮崎放送. 2022年2月10日時点のオリジナルよりアーカイブ。2023年8月31日閲覧。
4. ↑  古屋敷沙耶 (2020年5月12日). “また会う日まで！”. MRTアナウンサー ブログ.   宮崎放送. 2022年2月10日時点のオリジナルよりアーカイブ。2023年8月31日閲覧。
5. ↑  古屋敷沙耶 (2013年11月23日). “ありがとうございました”. 2014MUJ熊本ファイナリスト. 2023年8月31日閲覧。
6. ↑  糸永有希 (2020年5月22日). “今日のアマビエ25”. アナウンサーブログ.   熊本放送. 2023年8月31日閲覧。

### SNS出典
1. ↑  
古屋敷沙耶 [@mrt.furuyashiki] (2018年2月5日). "2018年2月5日の投稿". Instagramより2024年2月5日閲覧。
2. ↑  
古屋敷沙耶 [@mrt.furuyashiki] (2018年3月31日). "2018年3月31日の投稿". Instagramより2024年2月5日閲覧。
3. ↑  
古屋敷沙耶 [@mrt.furuyashiki] (2018年4月1日). "2018年4月1日の投稿". Instagramより2024年2月5日閲覧。
4. ↑  
古屋敷沙耶 [@mrt.furuyashiki] (2023年12月18日). "2023年12月18日の投稿". Instagramより2024年2月5日閲覧。

### 上記以外の出典
1. 1 2  “古屋敷 沙耶さん”. t1park.  寺原自動車学校 (2013年9月10日). 2024年2月5日閲覧。
2. 1 2 3 4  “古屋敷 沙耶”. MRTアナウンサーズ.   宮崎放送. 2015年3月16日時点のオリジナルよりアーカイブ。2023年8月31日閲覧。
3. ↑  “古屋敷 沙耶”. MRTアナウンサーズ.   宮崎放送. 2018年5月19日時点のオリジナルよりアーカイブ。2023年8月31日閲覧。
4. 1 2  “ニュース - 第1回紫熊祭！”.   熊本大学新聞社 (2012年). 2013年6月28日時点のオリジナルよりアーカイブ。2024年2月5日閲覧。
5. 1 2 3 4  “古屋敷 沙耶”. MRTアナウンサーズ.   宮崎放送. 2016年4月3日時点のオリジナルよりアーカイブ。2023年8月31日閲覧。
6. ↑  “産後に思考力が低下 「マミーブレイン」を知っていますか【前篇】”. TBS NEWS DIG (2022年5月27日). 2023年8月31日閲覧。
7. ↑  『MRT SDGsイメージソング「にじいろのたね」』YouTube MRT宮崎放送公式チャンネル、2021年8月16日。2024年2月5日閲覧。
8. ↑  『MRT×宮崎牛 応援キャンペーンソング「みやざき牛のうた」』YouTube MRT宮崎放送公式チャンネル、2022年8月22日。2024年2月5日閲覧。
9. 1 2 3  “古屋敷 沙耶”. MRTアナウンサーズ.   宮崎放送. 2017年2月25日時点のオリジナルよりアーカイブ。2023年8月31日閲覧。
10. 1 2 3 4  “古屋敷 沙耶”. MRTアナウンサーズ.   宮崎放送. 2023年8月31日閲覧。
11. ↑  “古屋敷 沙耶”. MRTアナウンサーズ.   宮崎放送. 2024年2月5日閲覧。